# Portrait de l'évêque Bernardo de' Rossi
Le Portrait de l'évêque Bernardo de Rossi (en italien : Ritratto del vescovo Bernardo de' Rossi) ou Portrait de Bernardo de' Rossi, évêque de Trévise, est une peinture à l'huile sur bois  réalisée par Lorenzo Lotto en 1505 et conservée au Musée de Capodimonte de Naples.
Cette peinture napolitaine est l'un des chefs-d'œuvre du portrait italien du XVIe siècle, ainsi que la première œuvre du jeune peintre âgé de vingt-cinq ans.

## Histoire
Le portrait est peint pour l'évêque de Trévise, déjà évêque de Belluno entre 1478 et 1499, Bernardo de' Rossi, originaire de Parme et protecteur du peintre, qui apporte l'œuvre avec lui à Venise en 1511, où elle est mentionnée la même année dans l'inventaire des biens établi par le commanditaire. A cette époque, le jeune peintre vénitien fréquente la petite cour épiscopale de Trévise, parmi les écrivains et les artistes, pour lesquels il peint d'autres œuvres.
À la mort de l'évêque en 1527 dans sa ville natale de Parme, le portrait est acheté à ses héritiers par la famille Farnèse, probablement avec la Sainte Conversation, également par Lotto et également commandé par de' Rossi, puis transféré à Capodimonte par ses héritiers émiliens, rejoignant ainsi la collection Farnèse. Sa traçabilité se perd au palais Farnèse de Rome, en se « mélangeant » aux descriptions faites d'autres portraits attribués à Lotto présents dans le palais familial.
Une première documentation certaine date de 1680, lorsque le tableau apparaît dans l'inventaire Farnèse de 1680 du Palais du Jardin de Parme. Le tableau est déjà décrit en détail dans les collections émiliennes, avec la bonne attribution à Lorenzo Lotto : « Portrait d'un cardinal de la famille Rossi avec un anneau à droite avec un lion, et du papier enveloppé de celui-ci, et un bonnet de pavonazza sur le dessus de sa tête, dans un champ vert, par Lorenzo Lotti ». Il apparaît ensuite dans la célèbre Description des cent œuvres les plus méritantes de la galerie du palais ducal de Parme de 1725, jusqu'à ce qu'il soit transféré avec toute la collection Farnèse à Naples, dans une période allant de 1734 à vers 1760, par testament du nouveau roi Charles III d'Espagne, fils d'Élisabeth Farnèse, dernière descendante de la branche.
À Naples, le panneau passe d'abord au Musée de Capodimonte, puis au Palazzo dei Regi Studi :  la propriété de l'œuvre est alors attribuée d'abord à une main flamande, par la suite à Giovanni Bellini et à Jacopo de' Barbari.  Ce n'est qu'au début du XXe siècle que l'attribution est restituée à Loto dans sa jeunesse, grâce également à des documents d'archives, ainsi qu'à la découverte de l'inscription présente dans ce qui était son ancien couvercle protecteur, décoré de l'Allégorie du Vice et de la Vertu, de dimensions presque identiques, portant le même blason familial, autrefois dans des collections privées à Parme et aujourd'hui à la National Gallery of Art de Washington, où le sujet du panneau « mère » est clarifié au revers par une inscription aujourd'hui perdue avec l'identité de  l'évêque de Trévise Bernardo de' Rossi, son âge au moment de le portrait (36 ans), la date d'exécution (1505) et la propriété du tableau, Lorenzo Lotto : « BERNARD. RVBEVS / BERCETI COM. PONT / TARVIS. NAT. / ANN. XXXVI. MENS. X.D.V. / LAVRENT . LOTVS P. CAL. / IVL. M.D.V. ».

## Description et style
Présenté en buste de trois-quarts et le visage tourné vers le spectateur, le jeune évêque est représenté avec un réalisme, qui s'attarde sur des détails comme le teint vermeil, les cernes à peine évoqués, les légères imperfections du visage de la peau. Quelques boucles marron clair dépassent du bonnet noir, qui mettent en valeur le physiotype nordique, ainsi que les yeux bleus et expressifs. La cape rouge se détache sur le fond sombre, un rideau vert ondule ici et là, typique de la peinture vénitienne entre les XVe et XVIe siècles.
La main droite, près du bord, est ornée d'un anneau gravé du blason familial, le lion, et serre fermement un parchemin manuscrit, geste révélateur de l'énergie et de la détermination du sujet, faisant écho aux suggestions psychologiques d'Antonello de Messine, tandis que la fermeté plastique de la figure, la lumière forte et incidente, qui crée des ombres profondes, et l'attention portée aux détails et leur finesse, sont liées aux suggestions de l'art nordique, en particulier de Dürer, que peut-être Lotto a connu indirectement, à travers des dessins. Le rouleau contient peut-être la condamnation de la conspiration organisée contre lui en 1503.
Le rendu détaillé de la physionomie, renforcé par le fort éclairage frontal, qui met en valeur la carnation et accentue le sentiment de pénétration psychologique très moderne du portrait, s'inspire des modèles de Giovanni Bellini et d'Alvise Vivarini. 
L'évêque semble correspondre à celui présent dans la scène de l'Incrédulité de saint Thomas dans l'église San Nicolò de Trévise, datable du début du XVIe siècle et attribuée au « Maître vénitien anonyme de l'Incrédulité », disciple de Giovanni Bellini.
Ce panneau démontre les qualités de portraitiste de Lotto, pour lesquelles il a souvent été recherché par les mécènes.

## Exposition
Cette peinture est exposée dans le cadre de l'exposition Naples à Paris. Le Louvre invite le musée de Capodimonte au musée du Louvre du 7 juin 2023 au 8 janvier 2024.